# روبرت إل. كلارك (محامي)
روبرت إل. كلارك (بالإنجليزية: Robert L. Clarke)‏ هو محامي أمريكي، ولد في 29 يونيو 1942 في تلسا في الولايات المتحدة.